# خربه الحجامه
خربه الحجامه (به عربی: خربة الحجامة) یک روستا در سوریه است که در ناحیه صوران واقع شده‌است. خربه الحجامه ۱٬۰۲۰ نفر جمعیت دارد.